# 上倉エク
上倉 エク（うえくら エク、6月17日 - ）は、日本のイラストレーター、漫画家。女性。

## 概要
都内ゲーム会社にて4年半勤務後、フリーランスとして活動。主に描き下ろしイラスト、SDイラスト、漫画、挿絵、Live2Dイラスト、CDジャケット、キャラクターデザイン、衣装デザインなど。
2022年12月14日に自身2作目となる個人画集『上倉エク作品集　Sugary Girls −甘くて美味しい洋装店−』が発売。
また新作画集の発売を記念して、上倉エク個展「Sugary Girls −甘くて美味しい洋装店−」が2022年12月6日から同年12月25日までpixiv WAEN GALLERYにて開催された。

## 作品等

### イラスト
- 初音ミク「マジカルミライ 2020」 Winter Festival[1] (サブビジュアル)
- 初音ミク×NISSENオリジナルランジェリー コラボレーション[2] (メインビジュアル)
- MIKU EXPO 2020 × KINOKUNIYA USA (SDイラスト)
- SHOW BY ROCK!! Comicai POP'n Rock!![3] (SDイラスト)
- Fate/stay night 15年の軌跡 TYPE-MOON展[4] (SDイラスト)
- ホロライブ・白上フブキ Congratulations!!FUBUKI BIRTHDAY PARTY.2019[5] (メインビジュアル、SDイラスト)
- TVアニメ「恋と嘘」[6]  (第8話エンドカード)
- 季刊エス「擬人化」特集 「配色とデザイン」メイキング講座[7]  (イラスト、メイキング)
- キシリトール20周年記念プロジェクト「キシリトールちゃん」[8]  (イラスト、メイキング、インタビュー)
- キシリトール20周年記念プロジェクト「COME ON! ENERGY! -噛もう！ 未来に向かって！-」[9]  (イラスト)

### コラボレーションカフェ
- HATSUNE MIKU Digital Stars 2021 コラボレーションカフェ[10] (メインビジュアル)
- MIKU EXPO 5周年記念 初音ミク × Youme cafe コラボレーションカフェ 香港 (SDイラスト)
- 魔法使いの約束 × スイーツパラダイス コラボレーションカフェ[11] (SDイラスト)
- ヒプノシスマイク -Division Rap Battle- in スイーツパラダイス round3 コラボレーションカフェ[12] (SDイラスト)
- ヒプノシスマイク -Division Rap Battle- in スイーツパラダイス round2 コラボレーションカフェ[13] (SDイラスト)
- ヒプノシスマイク -Division Rap Battle- in スイーツパラダイス コラボレーションカフェ[14] (SDイラスト)
- 鬼滅の刃 × アニメイトカフェ 台北西門店 コラボレーションカフェ 台湾[15] (SDイラスト)
- 薬屋のひとりごと × 池袋メンズボックス コラボレーションカフェ[16] (SDイラスト)
- ダンガンロンパ × ILLUSTRATORスイーツパラダイスコラボレーションカフェ[17] (SDイラスト)

### Vtuberデザイン
- ホロライブID 2期生「Anya Melfissa (アーニャ・メルフィッサ)」[18] (キャラクターデザイン)
- サンリオ×ClaN にゃんたじあ! 2期生 「若魔雲ふわり(にゃまくもふわり)」[19](キャラクターデザイン)

### 書籍
- 角川つばさ文庫「牧場物語 ほのぼの牧場へようこそ!」2015年4月15日発売[20](著：高瀬美恵　監修：マーベラス／はしもとよしふみ) (挿絵)
- 角川つばさ文庫「ママは12歳」2015年9月15日発売[21](著：山中恒) (挿絵)
- 角川つばさ文庫「うちら特権☆転校トラベラーズ!!」2016年5月15日発売[22](著：こぐれ京) (挿絵)
- 角川つばさ文庫「牧場物語 -3つの里の大好きななかま-」2016年9月15日発売[23] (著：高瀬美恵　監修：マーベラス／はしもとよしふみ) (挿絵)
- 角川つばさ文庫「リトルウィッチアカデミア -でたらめ魔女と妖精の国-」2017年4月15日発売[24] (著：橘もも　原作：TRIGGER／吉成曜) (挿絵)
- 上倉エク 個人画集「Tea Party -Eku Uekura Artbook-」2020年8月24日発売[25]  (カバーイラスト、描き下ろし、メイキング他)
- 上倉エク作品集　Sugary Girls −甘くて美味しい洋装店− 2022年12月14日発売

### 漫画
- ヒプノシスマイク 3rdLIVE MTC密着レポート漫画（『ダ・ヴィンチ』2019年2月号[26]） - フルカラーレポート漫画2P
- PPPのピクシブたん[27]（『月刊Gファンタジー』2013年10月号[28] - 2014年7月号連載、Gファンタジーコミックス、単行本全1巻）

個展